# Loi du 17 décembre 1926 relative à la répression en matière maritime
Lire en ligne

https://www.legifrance.gouv.fr/affichTexte.do?cidTexte=JORFTEXT000000875895&fastPos=3&fastReqId=1325357530&categorieLien=cid&oldAction=rechTexte

La loi du 17 décembre 1926 relative à la répression en matière maritime, autrefois appelée code disciplinaire et pénal de la marine marchande (CDPMM), est un texte normatif français. 

## Histoire
La loi portant code disciplinaire et pénal de la marine marchande est adoptée quelques jours après le code du travail maritime. Ensemble, ces deux textes apportent une réforme aux règles s'appliquant au personnel des navires armés avec un rôle d'équipage, surtout affectés au transport de marchandises ou de passagers. Le code disciplinaire et pénal définit les atteintes à la discipline ainsi que les infractions pouvant être commises à bord des navires civils. Cette loi de 1926 supprime les tribunaux spécifiques aux infractions maritimes au profit des juridictions de droit commun. 
En 1938, la loi portant code disciplinaire et pénal de la marine marchande est réformée par le décret-loi du 29 juillet 1939 pour recréer des tribunaux maritimes commerciaux. 
Après l'avènement de la Cinquième République, l'article 34 de la nouvelle Constitution range le droit disciplinaire dans le domaine réglementaire. 
En conséquence, la partie concernant les fautes disciplinaires est abrogée et remplacée, en 1960, par le décret no 60-1193 du 7 novembre 1960. 
En 2010, certaines dispositions du CDPMM sont abrogées à leur tour pour être codifiées dans le nouveau code des transports. La même année, dans le cadre d'une question prioritaire de constitutionnalité, le Conseil constitutionnel déclare contraire à la Constitution l'article 90 du code, qui fixe la composition des tribunaux maritimes commerciaux. 
Après cette décision, une réforme de la justice maritime est engagée. L'ordonnance no 2012-1218 du 2 novembre 2012 procède à une réécriture totale du texte : il en modifie le titre, retirant la notion de code avec le nouveau nom de « loi relative à la répression en matière maritime ». 
Les tribunaux maritimes commerciaux sont renommés en tribunaux maritimes ; leur composition et la procédure sont également réformés. 

## Plan et contenu
Après ses modifications de 2012, la loi se compose d'un article 1er suivi de quatre titres. 
L'article 1er, consacré aux définitions, renvoie pour l'essentiel au code des transports.
Le titre Ier (art. 2 à 15) est relatif à la compétence et à l'organisation des tribunaux maritimes, ainsi qu'à la protection de leurs assesseurs. 
Le titre II (art. 16 à 26) contient des adaptations de procédure pénale pour les délits pouvant être commis à bord des navires concernés par la loi. Ce texte donne pouvoir au capitaine pour effectuer des actes de police judiciaire et, le cas échéant, retenir les personnes soupçonnées d'avoir commis un délit et se trouvant à bord. 
Le titre III (art. 27 et 28), intitulé « sanctions pénales », contient quelques dispositions établissant un délit spécifique pour les capitaines qui négligeraient de se charger de la procédure et donne la possibilité aux tribunaux maritimes de prononcer des peines spécifiques. 
Enfin, le titre IV (art. 29 à 38) contient les dispositions relatives à l'outre-mer. 